# Hutu Power
L'Hutu Power è un'ideologia razzista e di supremazia etnica proposta dalla frangia estremista degli hutu in Ruanda e in Burundi. Ha portato al genocidio del Ruanda del 1994 contro i tutsi e gli hutu moderati. Partiti politici e sostenitori dell'Hutu Power includono gli Akazu, la Coalizione per la difesa della Repubblica e la sua milizia paramilitare Impuzamugambi, e il Movimento Repubblicano Nazionale per la Democrazia e lo Sviluppo e la sua milizia paramilitare Interahamwe.

## Ideologia
Hassan Ngeze nel 1990 ha creato i Dieci Comandamenti Hutu che sono stati utilizzati come base dell'ideologia dell'Hutu power. I comandamenti sostenevano la supremazia degli hutu in Ruanda, invocando la leadership esclusiva degli hutu sulle istituzioni pubbliche e sulla vita pubblica del Ruanda, la completa separazione degli hutu dai tutsi e l'esclusione completa dei tutsi dalle istituzioni pubbliche e dalla vita pubblica. L'ideologia dell'Hutu Power riteneva che i tutsi fossero estranei impegnati a ripristinare una monarchia dominata dai tutsi e idealizzò tutto ciò che era Hutu.
I Comandamenti dichiararono che era vietata qualsiasi forma di relazione tra gli hutu e le donne tutsi; e che qualsiasi hutu che "sposa una donna tutsi", "fa amicizia con una donna tutsi" o "assume una donna tutsi come segretaria o concubina" era un traditore del popolo hutu. Denunciavano i Tutsi come disonesti negli affari il cui "unico scopo è la supremazia del loro gruppo etnico "; e dichiarò che qualsiasi hutu che faceva affari con un tutsi era un traditore del popolo hutu. I Comandamenti dichiararono che "Gli hutu avrebbero dovuto smettere di avere pietà dei tutsi" e si riferirono ai tutsi come "nemico comune Tutsi".

## Storia

### Contesto
Il regno ruandese era tradizionalmente governato da un mwami tutsi, o re; Le prove storiche suggeriscono che Hutu e Twa erano inclusi nel governo, sebbene i Twa fossero significativamente meno dei Hutu, che erano più numerosi. La divisione Tutsi/Hutu è stata definita un sistema di caste. Un hutu potrebbe ottenere lo status di tutsi attraverso il matrimonio o il successo. I tutsi, essendo principalmente pastori, avevano un ruolo più importante nella società ruandese rispetto all'agricoltore Hutu e al cacciatore-raccoglitore e vasaio Twa.
La società ha creato concezioni dello status sociale basate sulle attività tradizionali dei gruppi: i Twa, lavorando più direttamente con la terra (attraverso la ceramica), erano considerati impuri; gli Hutu, ancora lavorando con il suolo ma meno dei Twa, erano a loro volta considerati meno puri dei Tutsi. Quando la Germania, e in seguito il Belgio, colonizzarono il regno, interpretarono la divisione locale di razze o etnie attraverso l'ipotesi hamitica. Autori europei come John Hanning Speke scrissero che i Tutsi erano di origine hamitica, avendo costituito un'invasione hamitica dalla moderna Etiopia, portando la civiltà alla razza negroide. Di conseguenza, l'amministrazione coloniale favorì i tutsi alle spese di Hutu e Twa. Inoltre, ha imposto un sistema di carte d'identità e classificazione etnica nei censimenti, che ha rafforzato una divisione etnica artificiale e ha contribuito alle tensioni tra i gruppi. In realtà, Tutsi, Hutu e Twa possedevano poca distinzione culturale o genetica.

### Passaggio al dominio coloniale belga
Verso la fine del dominio belga, il governo iniziò a favorire gli Hutu, che si stavano organizzando per una maggiore influenza. Più significativamente, l'amministrazione belga temeva l'ascesa del comunismo e di un regime socialista panafricano guidato da Patrice Lumumba del Congo-Léopoldville. L'allora Alto Residente belga Guy Logiest ha organizzato le prime elezioni democratiche in Ruanda per evitare politiche più radicali. Come maggioranza della popolazione, gli Hutu hanno eletto i loro candidati per la maggior parte delle posizioni nel nuovo governo.

## Formazione
Il primo presidente eletto Grégoire Kayibanda, di etnia hutu, ha usato le tensioni etniche per preservare il proprio potere. I radicali hutu, lavorando con il suo gruppo (e in seguito contro di esso), adottarono l'ipotesi hamitica, interpretando i tutsi come estranei, invasori e oppressori del Ruanda. Alcuni radicali hutu hanno chiesto che i tutsi fossero "rimandati in Abissinia ", un riferimento alla loro presunta patria. Questo primo concetto di Hutu Power ha idealizzato una "pre-invasione" del Ruanda: un territorio etnicamente puro dominato dagli Hutu.

## Sotto Habyarimana
Nel 1973, il ministro generale e della difesa Juvénal Habyarimana, di etnia hutu, sostenuto da più radicali ruandesi del nord, rovesciò Kayibanda e fece uccidere lui e sua moglie. Molti dei suoi sostenitori provenivano dal suo distretto nel nord, discendenti dei regni hutu che erano stati semi-autonomi prima del periodo coloniale.-L'amministrazione successiva si dimostrò migliore per i tutsi, poiché la violenza sponsorizzata dal governo era più sporadica che sotto Kayibanda.
Con le condizioni economiche difficili e minacciate dall'invasione del Fronte Patriottico Ruandese (RPF), Habyarimana ha rirpeso a infiammare le tensioni etniche.

## Portavoci
Hutu Power ebbe molti portavoce. Hassan Ngeze, un imprenditore reclutato dal governo per combattere la pubblicazione Tutsi Kanguka, ha creato e curato Kangura, una newsletter di Hutu Power radicale. Ha pubblicato i "Dieci Comandamenti Hutu ", che includeva quanto segue:
- Hutu e Tutsi non dovrebbero sposarsi tra di loro;
- il sistema educativo deve essere composto da una maggioranza hutu (che rifletta la popolazione);
- le forze armate ruandesi dovrebbero essere esclusivamente hutu.

Radio Télévision Libre des Mille Collines trasmetteva programmi radiofonici che suggerivano la fine della tolleranza dei Tutsi, ripetendo i Dieci Comandamenti Hutu e costruendo il supporto per l'ideologia dell'Hutu Power. Le due voci principali di RTLM erano gli annunciatori Valérie Bemeriki e Georges Ruggiu . La ripetizione dei Dieci Comandamenti Hutu fu un tentativo di incitare e mobilitare la popolazione per commettere un genocidio contro i Tutsi, che venivano rappresentati come una minaccia all'ordine politico e sociale raggiunto dall'indipendenza e come previsto dall'Akazu. Il politico Léon Mugesera tenne un discorso nel novembre 1992, affermando presumibilmente: "Non aver paura, sappi che quello a cui non stai tagliando il collo è colui che ti taglierà il collo... Lascia che facciano le valigie, facciamoli andare, così nessuno tornerà qui per parlare e nessuno porterà scarti sostenendo che siano bandiere!" I programmi radiofonici si riferivano spesso ai tutsi come inyenzi, una parola kinyarwanda che significa "scarafaggio", sebbene il termine sia stato anche un'auto-descrizione da parte dei membri tutsi del fronte patriottico ruandese.

## Mobilitazione per il genocidio
Durante i tentativi di negoziazione (Accordi di Arusha) tra il governo ruandese e l'RPF, gli Hutu radicali iniziarono a sostenere che Habyarimana veniva manipolato dai Tutsi e dagli Hutu non radicali. Essi diffamarono l'allora primo ministro Agathe Uwilingiyimana. In seguito all'assassinio di Habyarimana, un atto che all'epoca le persone ipotizzavano fu fatto dagli estremisti tutsi, le forze dell'Hutu Power mobilitarono la milizia, in particolare Interahamwe, e la folla per portare a termine le uccisioni di massa del genocidio in Ruanda. La guardia presidenziale dell'esercito uccise il primo ministro Uwilingiyimana e diversi altri importanti funzionari moderati del governo.

## Conseguenze
La sconfitta del governo da parte dell'RPF pose fine al genocidio e il movimento Hutu Power fu sconfitto e represso. Molti portavoce dell'Hutu Power furono arrestati dopo il genocidio, accusati e processati. Ngeze è stato condannato a 35 anni di reclusione. Nel 2005, Mugesera fu deportato dal Canada in Ruanda per essere processato per il suo ruolo nelle uccisioni.